# Філіпп I (герцог Бургундії)
Філіпп I (фр. Philippe de Rouvre; 5 серпня 1346 — 21 листопада 1361) — останній герцог Бургундії (1350—1361) з Старшого Бургундського дому. Як Філіпп I був пфальцграфом Бургундії і графом Артуа (1347—1361), Оверні і Булоні (1360—1361).

## Біографія
Походив з династії Капетингів. Син Філіппа Бургундського (мав прізвисько Монсеньйор) та Іоанни I (графині Овернської). Народився у 1346 році у м. Рувр, тому отримав прізвисько «Руврський». Його батько помер через 5 днів після народження Філіппа.
У 1347 році після смерті бабусі Іоанни III (пфальцграфині Бургундської), французький король Філіпп VI відібрав графства Бургундія і Артуа у діда Еда IV й передав їх Філіппу.
У 1350 році після смерті Еда IV успадкував Бургундське герцогство. Втім фактично правила мати Філіппа — Іоанна Овернська. 1353 році регентство перебрав на себе король Іоанн II. У 1356 році одружився з Маргаритою III, донькою графа Фландрського.
У 1360 році після смерті матері успадкував Овернське і Булонське графства. Того ж року став самостійним володарем Бургундії, відмовившись принести оммаж (васальну присягу) французькому королю Іоанну II, який тоді потрапив у полон до англійців. При цьому було укладено союз з Карлом IV, імператором Священної Римської імперії.
Втім у 1361 році Філіпп I раптово помер під час падіння з коня (за іншою версією — від епідемії). Після цього Бургундське герцогство було приєднано до Французького королівтва (у 1363 році передано французькому принцу Філіппу з роду Валуа), а Бургундське графство і графство Артуа успадкувала його двоюрідна бабуся Маргарита Французька, Овернське і Булонське графства отримав родич по материнській лінії Іоанн I.

## Родина
Дружина — Маргарита III, донька Людовіка II Дамп'єр, графа Фландрії, Бургундії, Невера і Ретеля.
Діти: не було